# Хулио Веласкес
 Хулио Веласкес е испански футболен треньор, който от януари 2025 година е старши треньор на Левски София.

## Ранни години
Веласкес започва треньорската си кариера на едва 15-годишна възраст, ръководейки младежки отбори в родния си град Саламанка. Първата му работа като старши треньор е през 2004 г. с Пена Респуела в регионалните лиги.
През сезон 2010/11 дебютира в националните първенства, когато е назначен начело на Полидепортиво Ехидо в Сегунда Дивисион Б. През март същата година той подава оставка, няколко дни след като спортният директор на клуба също напуска. В крайна сметка отборът завършва на 14-то място.

## Виляреал
След напускането си Веласкес се присъединява към структурата на Виляреал, където първоначално ръководи третия отбор. На 24 декември 2011 г., след като Хосе Франсиско Молина напуска поста си като треньор на резервния отбор, Веласкес заема неговото място, ставайки най-младият треньор в историята на Сегунда Дивисион на 30-годишна възраст.
На 13 юни 2012 г., след изпадането на първия отбор от Ла Лига, Веласкес е назначен за старши треньор с мисията да върне клуба в елита. На 13 януари 2013 г., след равенство 1:1 срещу Алмерия, е освободен от поста си.

## Сегунда Дивисион
През следващите години Веласкес продължава да работи във втора дивизия. През сезон 2013/14 води Реал Мурсия, който завършва на четвърто място и се класира за плейофите, но в крайна сметка клубът е понижен по административни причини. След това поема Реал Бетис, но е уволнен след само пет месеца начело на тима.
От декември 2015 г. за около десет месеца Веласкес е старши треньор на Ос Белененсеш в португалската Примейра лига. През октомври 2016 г. се завръща в Испания, като поема ръководството на АД Алкоркон. Той успява да спаси отбора от изпадане и елиминира Еспаньол в четвъртия кръг на Купата на Краля, след което подписва нов двугодишен договор. След труден сезон напуска Алкоркон през юни 2018 г.

## Италия и Португалия
През юни 2018 г. Веласкес е назначен за старши треньор на италианския Удинезе в Серия А, но е уволнен през ноември след само две победи в лигата. През ноември 2019 г. поема Витория Сетубал в португалския елит, но напуска по взаимно съгласие през юли 2020 г.
През март 2021 г. Веласкес става старши треньор на Маритимо, който се намира на последното място в класирането. В първия си мач начело на тима постига победа с 2:1 срещу Национал в Мадейра дерби. През ноември 2021 г. е освободен след слаби резултати.

## Алавес
През април 2022 г. Веласкес поема Депортиво Алавес, ставайки третият треньор на отбора за сезона. След изпадането на тима от Ла Лига през май 2022 г. напуска поста си.

## Фортуна Ситард
На 9 септември 2022 г. подписва едногодишен договор с Фортуна Ситард, последен в холандската Ередивизи. Осем дни по-късно записва първата си победа с тима срещу Екселсиор Ротердам с 1:0, въпреки че отборът играе с човек по-малко в последните 15 минути. Напуска клуба след края на сезона, след като го извежда до 13-о място в крайното класиране.

## Сарагоса
На 20 ноември 2023 г. Веласкес заменя уволнения Фран Ескриба като старши треньор на Реал Сарагоса във втора дивизия на Испания. На 11 март 2024 г. е освободен от клуба.

## Левски София
На 5 януари 2025 г. Веласкес става старши треньор на ПФК Левски (София) в Първа професионална футболна лига на България, с договор до юни 2026 г. Дебютира като ст. треньор на клуба в официален мач, при победата с 2-1 срещу ПФК Лудогорец 1945 (Разград), на 9 февруари 2025 година.